# A magyar labdarúgó-válogatott 2011. november 15-i mérkőzése
A magyar labdarúgó-válogatott egyik barátságos mérkőzése Lengyelország válogatottja ellen 2011. november 15-én volt. A végeredmény 2–1 lett a lengyel csapat javára.

## Előzmények
A magyar labdarúgó-válogatottnak ez volt a tizenegyedik, egyben utolsó mérkőzése 2011-ben. Ezt a találkozót megelőzően legutóbb 2011. november 11-én, Liechtenstein ellen lépett pályára a csapat és aratott 5–0-s győzelmet az Albert Flórián-emlékmérkőzésen.
A lengyel labdarúgó-válogatott is ezzel a mérkőzéssel zárta a 2011-es évet, nekik a tizenharmadik mérkőzés volt a magyarok elleni. Mivel ők automatikus résztvevői a 2012-es labdarúgó Európa-bajnokságnak, egész évben csak barátságos találkozókon léptek pályára. Legutóbb november 11-én, Olaszország ellen játszottak és szenvedtek 2–0-s vereséget a wrocławi Eb-stadionban.

## A mérkőzés helyszíne

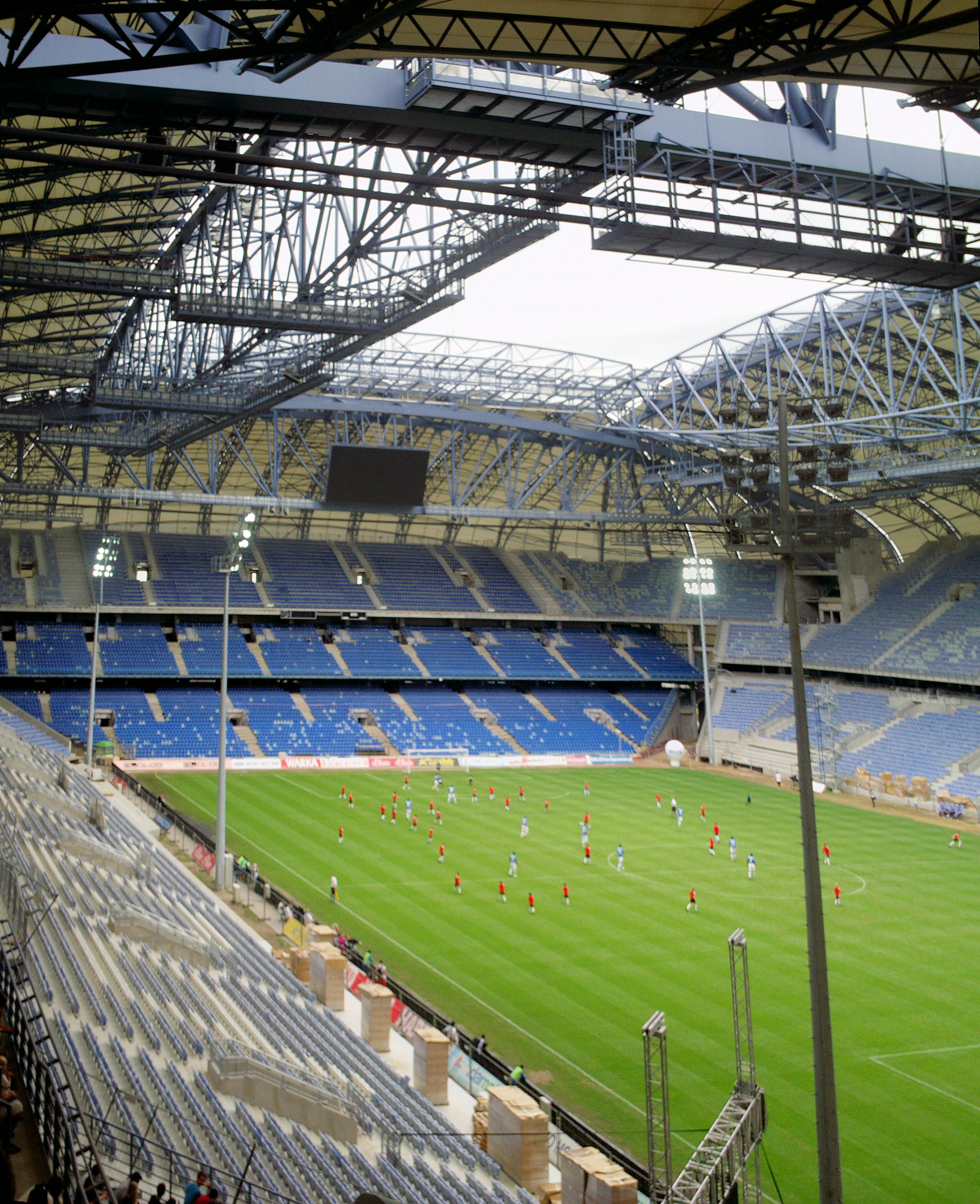
A poznańi Városi Stadion

A találkozót a poznańi Városi Stadionban rendezték, a Lech Poznań csapatának a pályáján. A stadiont az 1960-as években kezdték el építeni, végül 1980-ban nyitották meg. 2003 és 2010 között újították fel, hogy a 2012-es Európa-bajnokságon három csoportmérkőzésnek otthont adjon. Napjainkban 45 830 fő a befogadóképessége.

## Keretek
Egervári Sándor, a magyar labdarúgó-válogatott szövetségi kapitánya október 27-én hirdette ki huszonnégy főből álló keretét a Liechtenstein, illetve a Lengyelország elleni mérkőzésre. November 12-én húszfősre szűkítette az utazó csapatot. Kikerült a keretből: Csernyánszki Norbert, Kádár Tamás, Korcsmár Zsolt és Németh Krisztián. Utóbbi két játékos sérülés miatt nem tarthatott Lengyelországba.
Franciszek Smuda, a lengyel válogatott szövetségi kapitánya is október 27-én hirdetett keretet.
| Lengyelország        | Lengyelország | Lengyelország | Lengyelország | Lengyelország     |
| Név                  | Kor           | Vál.          | Gól           | Klub              |
| -------------------- | ------------- | ------------- | ------------- | ----------------- |
| Łukasz Fabiański     | 26 éves       | 19            | 0             | Arsenal           |
| Wojciech Szczęsny    | 21 éves       | 7             | 0             | Arsenal           |
| Dariusz Dudka        | 27 éves       | 59            | 2             | AJ Auxerre        |
| Arkadiusz Głowacki   | 32 éves       | 28            | 0             | Trabzonspor       |
| Tomasz Jodłowiec     | 26 éves       | 22            | 0             | Polonia Warszawa  |
| Marcin Komorowski    | 27 éves       | 4             | 0             | Legia Warszawa    |
| Damien Perquis       | 27 éves       | 4             | 0             | Sochaux           |
| Łukasz Piszczek      | 26 éves       | 20            | 0             | Borussia Dortmund |
| Marcin Wasilewski    | 31 éves       | 41            | 1             | Anderlecht        |
| Jakub Wawrzyniak     | 28 éves       | 24            | 0             | Legia Warszawa    |
| Grzegorz Wojtkowiak  | 27 éves       | 15            | 0             | Lech Poznań       |
| Jakub Błaszczykowski | 25 éves       | 47            | 8             | Borussia Dortmund |
| Janusz Gol           | 26 éves       | 6             | 0             | Legia Warszawa    |
| Adam Matuszczyk      | 22 éves       | 15            | 1             | 1. FC Köln        |
| Adrian Mierzejewski  | 25 éves       | 17            | 1             | Trabzonspor       |
| Rafał Murawski       | 30 éves       | 38            | 1             | Lech Poznań       |
| Ludovic Obraniak     | 27 éves       | 19            | 4             | Lille OSC         |
| Sławomir Peszko      | 26 éves       | 23            | 1             | 1. FC Köln        |
| Eugen Polanski       | 25 éves       | 4             | 0             | Mainz 05          |
| Maciej Rybus         | 22 éves       | 16            | 1             | Legia Warszawa    |
| Paweł Brożek         | 28 éves       | 31            | 7             | Trabzonspor       |
| Robert Lewandowski   | 23 éves       | 39            | 13            | Borussia Dortmund |

| Magyarország      | Magyarország | Magyarország | Magyarország | Magyarország         |
| Név               | Kor          | Vál.         | Gól          | Klub                 |
| ----------------- | ------------ | ------------ | ------------ | -------------------- |
| Bogdán Ádám       | 24 éves      | 3            | 0            | Bolton Wanderers     |
| Király Gábor      | 35 éves      | 85           | 0            | 1860 München         |
| Juhász Roland     | 28 éves      | 68           | 5            | Anderlecht           |
| Laczkó Zsolt      | 24 éves      | 16           | 0            | Sampdoria            |
| Lázár Pál         | 23 éves      | 6            | 0            | Samsunspor           |
| Lipták Zoltán     | 26 éves      | 10           | 1            | Újpest               |
| Vanczák Vilmos    | 28 éves      | 59           | 2            | Sion                 |
| Varga József      | 23 éves      | 9            | 0            | Debreceni VSC        |
| Czvitkovics Péter | 28 éves      | 10           | 0            | KV Kortrijk          |
| Dzsudzsák Balázs  | 24 éves      | 40           | 7            | Anzsi Mahacskala     |
| Elek Ákos         | 23 éves      | 16           | 1            | Videoton             |
| Gera Zoltán       | 32 éves      | 72           | 21           | West Bromwich Albion |
| Hajnal Tamás      | 30 éves      | 45           | 5            | VfB Stuttgart        |
| Koman Vladimir    | 22 éves      | 17           | 5            | Sampdoria            |
| Sándor György     | 27 éves      | 7            | 0            | Videoton             |
| Stieber Zoltán    | 23 éves      | 2            | 0            | Mainz 05             |
| Tőzsér Dániel     | 26 éves      | 19           | 1            | KRC Genk             |
| Vadócz Krisztián  | 26 éves      | 40           | 2            | N.E.C.               |
| Feczesin Róbert   | 25 éves      | 10           | 4            | Brescia              |
| Priskin Tamás     | 25 éves      | 37           | 10           | Ipswich Town         |

 megjegyzés: Az adatok a mérkőzés előtti állapotnak megfelelőek!

## Az összeállítások

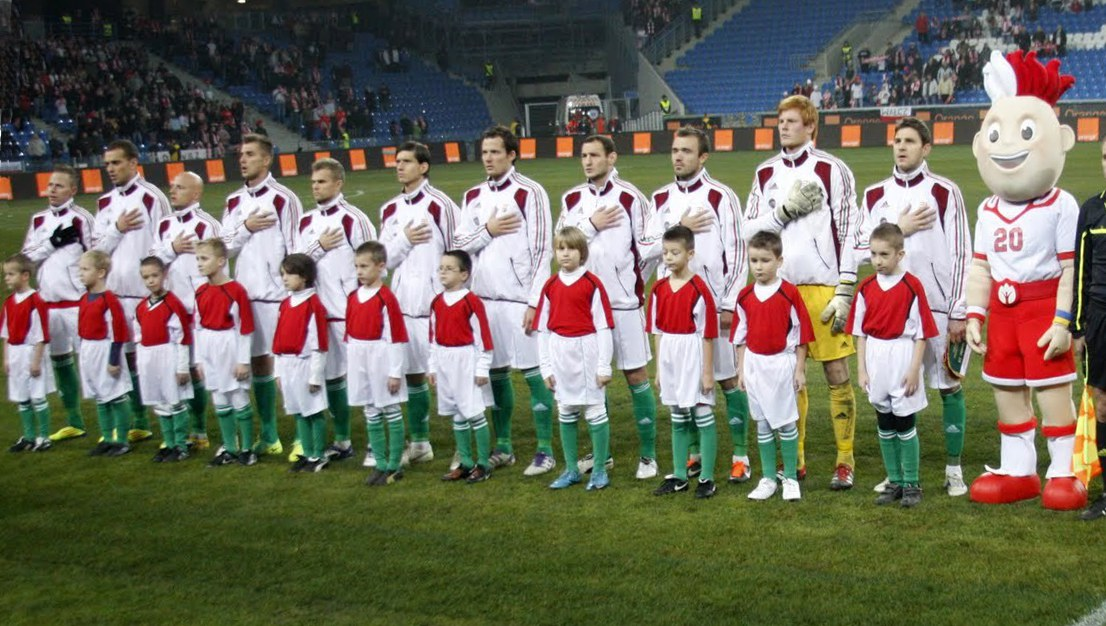
A magyar csapat a himnuszt énekli

| 2011. november 15. 20:30 (UTC+1) |

| Lengyelország                  | 2 – 1               | Magyarország                     |
| ------------------------------ | ------------------- | -------------------------------- |
| Brożek 37' Vanczák 85' (öngól) | (1 – 0) Jegyzőkönyv | Priskin 77' Tőzsér 30' Varga 52' |

| Városi Stadion, Poznań Nézőszám: 9 000 Játékvezető: Hannes Kaasik (észt) |

| Csapatszínek  | Csapatszínek | Csapatszínek |
| Csapatszínek  |              |              |
| Csapatszínek  |              |              |
|               |              |              |
| Lengyelország |              |              |

| Csapatszínek | Csapatszínek | Csapatszínek |
| Csapatszínek |              |              |
| Csapatszínek |              |              |
|              |              |              |
| Magyarország |              |              |

| LENGYELORSZÁG:       |    |                      |             |
|                      |    |                      |             |
| K                    | 12 | Łukasz Fabiański     |             |
| JV                   | 3  | Grzegorz Wojtkowiak  | 84'         |
| V                    | 27 | Marcin Wasilewski    |             |
| V                    | 13 | Arkadiusz Głowacki   | 59'         |
| BV                   | 4  | Marcin Komorowski    |             |
| VKP                  | 5  | Dariusz Dudka        | 65'         |
| VKP                  | 6  | Adam Matuszczyk      | a szünetben |
| JSZ                  | 16 | Jakub Błaszczykowski |             |
| TKP                  | 18 | Adrian Mierzejewski  | 73'         |
| BSZ                  | 8  | Maciej Rybus         |             |
| CS                   | 23 | Paweł Brożek         | 37' 67'     |
| Cserék:              |    |                      |             |
| K                    | 1  | Wojciech Szczęsny    |             |
| V                    | 14 | Jakub Wawrzyniak     |             |
| V                    | 19 | Tomasz Jodłowiec     | 65'         |
| V                    | 26 | Łukasz Piszczek      | 59'         |
| KP                   | 7  | Eugen Polański       |             |
| KP                   | 10 | Ludovic Obraniak     | 73'         |
| KP                   | 11 | Rafał Murawski       | a szünetben |
| KP                   | 15 | Janusz Gol           | 84'         |
| CS                   | 9  | Robert Lewandowski   | 67'         |
| Szövetségi kapitány: |    |                      |             |
| Franciszek Smuda     |    |                      |             |

| MAGYARORSZÁG:        |    |                   |                 |
|                      |    |                   |                 |
| K                    | 1  | Bogdán Ádám       |                 |
| JV                   | 2  | Varga József      | 52'             |
| V                    | 3  | Vanczák Vilmos    | 85' (öngól)     |
| V                    | 4  | Juhász Roland     |                 |
| BV                   | 6  | Laczkó Zsolt      |                 |
| JKP                  | 11 | Koman Vladimir    |                 |
| KKP                  | 9  | Sándor György     | a szünetben     |
| KKP                  | 8  | Tőzsér Dániel     | 30' a szünetben |
| BKP                  | 7  | Dzsudzsák Balázs  |                 |
| CS                   | 10 | Gera Zoltán       |                 |
| CS                   | 5  | Priskin Tamás     | 77' 81'         |
| Cserék:              |    |                   |                 |
| K                    | 12 | Király Gábor      |                 |
| JV                   | 14 | Lázár Pál         |                 |
| BKP                  | 13 | Stieber Zoltán    |                 |
| KKP                  | 15 | Hajnal Tamás      | a szünetben     |
| KKP                  | 16 | Vadócz Krisztián  |                 |
| JKP                  | 17 | Czvitkovics Péter |                 |
| KKP                  | 20 | Elek Ákos         | a szünetben     |
| CS                   | 18 | Feczesin Róbert   | 81'             |
| Szövetségi kapitány: |    |                   |                 |
| Egervári Sándor      |    |                   |                 |

## A mérkőzés

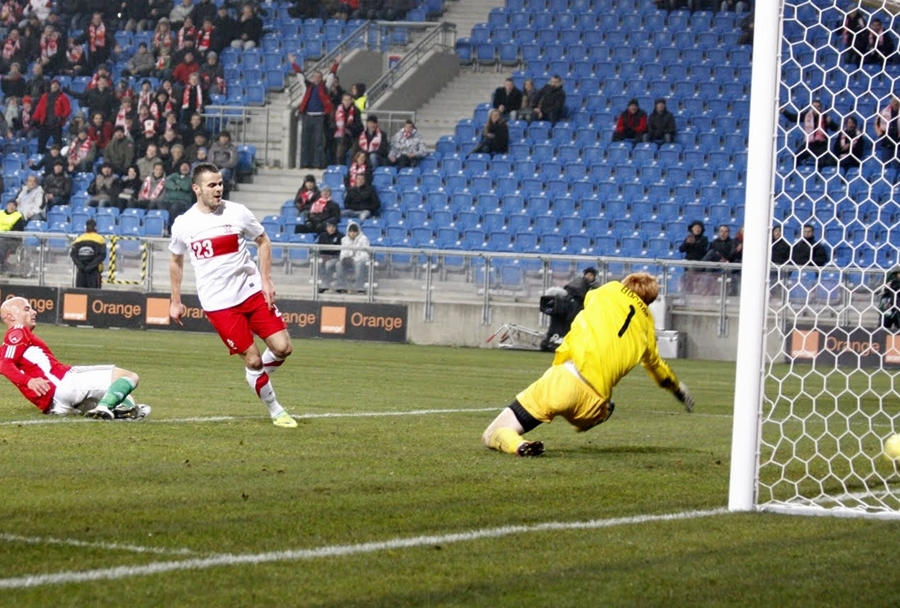
Brożek gólja

A találkozót a poznańi Városi Stadionban rendezték, 20:30-kor. Az első félidőben a lengyel válogatott játszott jobban, a 37. percben Paweł Brożek góljával a vezetést is meg tudták szerezni. A második félidőre feljavult a vendégek játéka, amelynek a 77. percben lett meg az eredménye. Ekkor a csereként beállt Elek Ákos beadását Priskin Tamás váltotta gólra. A végeredmény a 85. percben alakult ki, amikor is Vanczák Vilmos öngóljával újra a lengyeleknél volt az előny. A továbbiakban már nem változott az állás, Lengyelország-Magyarország 2–1. A magyar válogatott először veszített 2011-ben barátságos mérkőzésen.
Két ellentétes félidőt játszottunk. Sajnos az első játékrészben visszafogott volt a játékunk, kevesebbet kezdeményeztünk, mint kellett volna. Nem tudtuk azt a meghatározó támadójátékot bemutatni, mint amit a második félidőben bemutattunk. Fordulás után akár fordíthattunk is volna, akkor jobbak voltunk, magasabb fordulatszámon futballoztunk, talán ebbe dőltünk picit bele. Mi rúghattunk szögletet, majd utána pillanatokkal kaptunk egy peches gólt, így elveszítettük a véleményem szerint „ikszes” meccset.
Aggaszt a helyzetkihasználás gyengesége, mivel olyan lehetőségeink voltak, amelyeket muszáj belőni. Válogatott játékosoknak egyszerűen kötelező az ilyen helyzeteket góllal befejezni. De ma ritkán sikerült jól egy-egy támadás. Izgalom nélkül nyerhettünk volna, ehelyett megnehezítettük saját dolgunkat, s a meccs végéig harcolnunk kellett a győzelemért.

## Örökmérleg a mérkőzés után
| Lengyelország | :         | Magyarország |
| ------------- | --------- | ------------ |
| 8             | Győzelem  | 20           |
| 4             | Döntetlen | 4            |
| 39            | Gólok     | 87           |
| 28/96         | Pontok    | 64/96        |
| 29,1          | %         | 66,6         |

## Külső hivatkozások
- A Magyar Labdarúgó-szövetség hivatalos honlapja (magyarul)
- A mérkőzés adatlapja a magyarfutball.hu-n (magyarul)
- A mérkőzés beszámolója a nemzetisport.hu-n (magyarul)
- A mérkőzés beszámolója az origo.hu-n (magyarul)